# Nikolaos Petimezas
Nikolaos Petimezas (tiếng Hy Lạp: Νικόλαος Πετιμεζάς, 1790–1865) là một lãnh đạo cách mạng người Hi Lạp trong chiến tranh giành độc lập Hi Lạp, và một chính trị gia và sĩ quan Hiến binh Hi Lạp.
Ông sinh năm 1790 ở Soudena gần Kalavryta. Ông là con của Athanasios Petimezas. Sau khi cha ông bị sát hại vào năm 1804 ông trốn khỏi Zakynthos thuộc sự cai quản của nước Anh, và gia nhập đơn vị khinh binh Hi Lạp do Anh bảo trợ.
Ông trở về Peloponnese khi chiến tranh giành độc lập nổ ra, và chiến đấu ở một vài trận đánh. Năm 1826, ông chỉ huy 600 lính chiếm lấy Mega Spilaio và đẩy lui cuộc tấn công của Ibrahim Pasha của Ai Cập. Ông được chọn làm đại biểu cho Kalavryta trong Greek National Assemblies, và trở thành một nghị sĩ trong Vương quốc Hi Lạp độc lập.
Ông mất tại Kalavryta vào năm 1865.